# Alfred Coronini-Cronberg
Alfred Coronini-Cronberg (5. srpna 1846 Boštanj – 12. prosince 1920 Gorizia) byl rakouský šlechtic a politik z Gorice a Gradišky hlásící se k slovinské národnosti, na konci 19. století poslanec Říšské rady.

## Biografie
Byl politicky aktivní. Od roku 1893 zasedal jako poslanec Zemského sněmu Gorice a Gradišky, kam nastoupil coby zástupce slovinských měst po smrti Josipa Ivančiče. Zasedal v sněmovním slovinském klubu. V letech 1895–1899 pak na sněmu působil jako zástupce kurie velkostatkářské. V roce 1895 podpořil spolu s Antonem Gregorčičem a Josipem Tonkliem odchod slovinských poslanců ze sněmu na protest proti neochotě italských poslanců splnit slovinské požadavky v oblasti školství. Když v roce 1899 došlo mezi slovinskými poslanci v Gorici a Gradišce ke sporu, rezignoval v listopadu 1899 na mandát v zemském sněmu.
Byl i poslancem Říšské rady (celostátního parlamentu Předlitavska), kam usedl ve volbách roku 1891 za kurii velkostatkářskou v Gorici a Gradišce. Mandát obhájil i ve volbách roku 1897, nyní za kurii venkovských obcí, obvod Gorice, Tolmin, Bovec, Seffana atd. Rezignace byla oznámena na schůzi 9. listopadu 1899. 29. ledna 1900 byl ale opět zvolen. Ve volebním období 1891–1897 se uvádí jako hrabě Alfred Coronini, statkář, bytem Gorizia. Rezignace na mandát v roce 1899 byla motivována podobně jako v případě složení mandátu v zemském sněmu rozpory mezi slovinskými poslanci. Poté, co mu ale byla voliči vyslovena důvěra, kandidoval znovu do parlamentu.
Po nástupu na Říšskou radu zasedal v konzervativním Hohenwartově klubu. Z klubu odešel v roce 1893. V prosinci 1893 se uvádí jako člen Chorvatsko-slovinského klubu. Po volbách roku 1897 byl zmiňován jako slovinský kandidát. Po volbách přistoupil k novému poslaneckému klubu Slovanský křesťansko národní svaz.
Po odchodu z parlamentu se již aktivně v politice neangažoval.